# Временная Конституционная декларация Ливии
В настоящий момент вместо полноценной конституции в Ливии используется Временная Конституционная декларация Ливии (араб. الإعلان_الدستوري_المؤقت_الليبي‎), которая была принята после свержения режима Муаммара Каддафи во время гражданской войны. 3 августа 2011 года Переходный национальный совет Ливии принял Конституционную декларацию, которая должна оставаться в силе вплоть до принятия постоянной конституции после соответствующего референдума. 10 августа документ представил общественности Абдель Хафиз Гога, тогдашний вице-председатель Переходного национального совета Ливии.
Конституционная ассамблея Ливии была избрана в 2014 году. Она подготовила проект ливийской конституции 2017 года, который был одобрен большинством в две трети голосов в июле 2017 года.